# Guillermo Francella

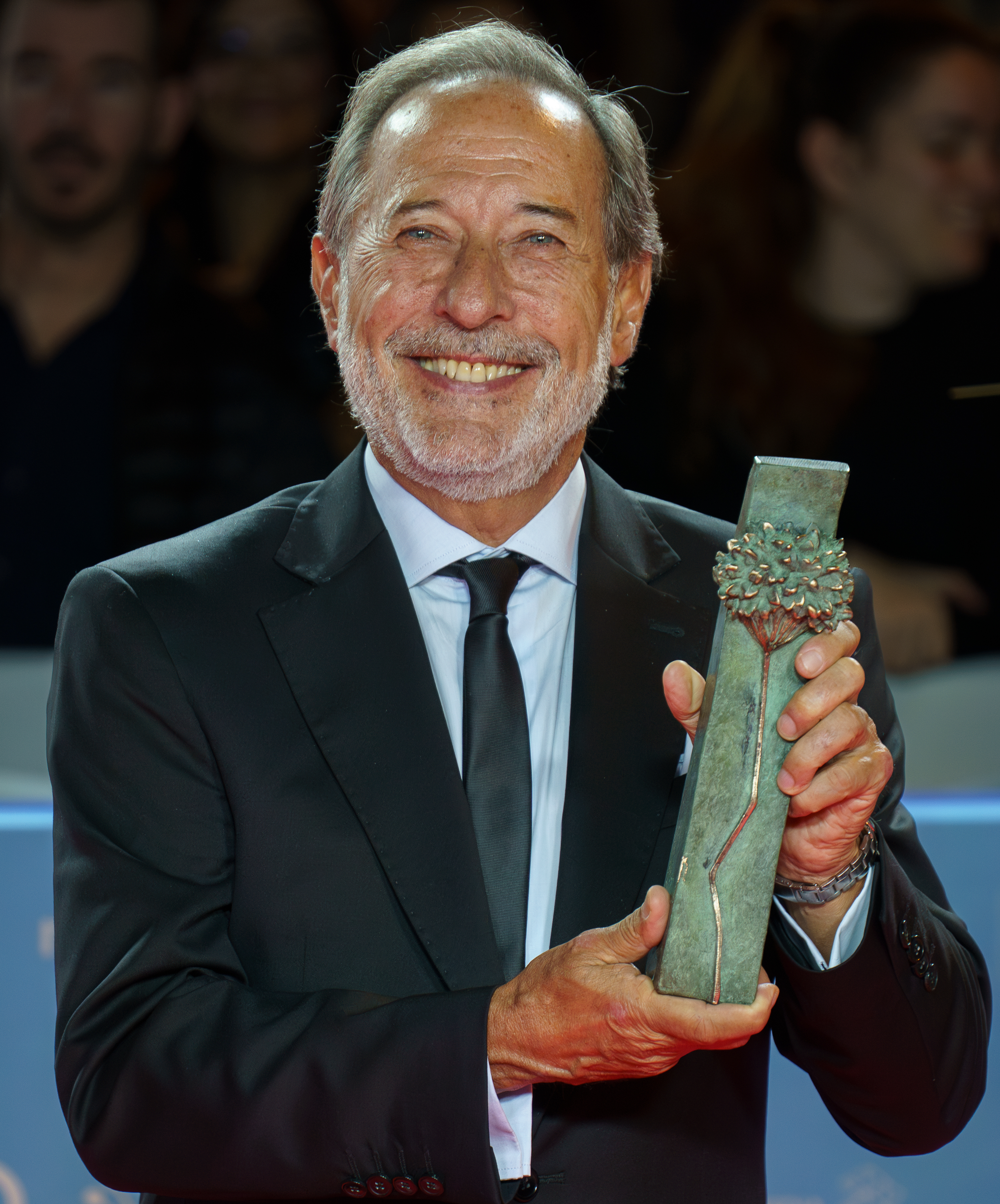
Guillermo Francella (2025)

Guillermo Héctor Francella (geboren am 14. Februar 1955 in Buenos Aires, Argentinien) ist ein argentinischer Filmschauspieler. Der Film In ihren Augen, in dem er eine Hauptrolle spielte, bekam 2010 einen Oscar als „bester fremdsprachiger Film“. In einer von Google beauftragten Studie wurde Francello zu jenen Personen gezählt, die die Jugendlichen am meisten beeinflussen. Er hat in den Fernsehserien La familia Benvenuto, Poné a Francella und Casados con hijos mitgespielt.

## Leben
Seine Eltern sind Adelina und Ricardo Héctor Francella. Weiters hat er einen um vier Jahre älteren Bruder Ricardo Ernesto. Bis zum Alter von zwei Jahren lebte er in Villa del Parque, danach zogen seine Eltern mit ihm nach Béccar. Sein Großvater hieß Doménico Frangella und stammte aus Genua, jedoch wurde sein Name oft falsch geschrieben und die Familie hieß fortan Francella. 1976 schloss er sein Journalistikstudium ab und arbeitete kurzzeitig bis zu seiner Entlassung bei einer Zeitschrift. Er ist Katholik.
Im Jahre 1987 lernte er María Inés Breña kennen. 1990 kam sein Sohn Nicolás zur Welt. Drei Jahre später folgte seine Tochter Johanna. Beide sind heute Schauspieler. Zusammen mit seinem Sohn Nicolás spielte er in Real Connection, einer Kampagne für Key Biscayne.

## Filmografie
- 1986: Yo Tenía un Plazo Fijo
- 1986: Brigada explosiva
- 1986: Tutti Frutti in der High School
- 1986: Camarero nocturno en Mar del Plata
- 1987: Las Colegiales Se Divierten
- 1987: That Damned Rib
- 1987: Johny Tolengo, el majestuoso
- 1988: Paraíso Relax (Casa de masajes)
- 1989: Los extermineitors
- 1989: Bañeros II, la playa loca
- 1990: Extermineitors II, la venganza del dragón
- 1991: Extermineitors III, la gran pelea final
- 1991: Un argentino en Nueva York
- 1992: Extermineitors IV: como hermanos gemelos
- 1998: Un Argentino en New York
- 1999: El travieso
- 2000: Papá es un ídolo
- 2005: Papa Se Volvió Loco
- 2006: Un Novio Para Mi Mujer
- 2006: Bañeros III
- 2007: Incorregibles
- 2008: Kick It – Zwei wie Feuer und Wasser
- 2009: In ihren Augen
- 2012: Hold Up!
- 2013: Heart of Lion
- 2014: The Mystery of Happiness
- 2015: El Clan
- 2017: In Love And In Hate
- 2018: Animal – Das Tier in dir
- 2018: Il mio capolavoro
- 2020: The Heist of the Century
- seit 2022: The Boss